# Epeus phamtri
Espèce
Epeus phamtri est une espèce d'araignées aranéomorphes de la famille des Salticidae.

## Distribution
Cette espèce se rencontre au Viêt Nam, en Thaïlande et en Chine au Guangxi,.

## Systématique et taxinomie
Cette espèce a été décrite par Tam et Hill en 2025.

## Étymologie
Cette espèce est nommée en l'honneur de Pham Tri.

## Publication originale
- Tam & Hill, 2025 : « A new species of jumping spider of the genus Epeus from Vietnam (Araneae: Salticidae: Plexippini). » Peckhamia, vol. 329.1, p. 1-4.